# SE-01
A SE-01 é uma via do município de Nova Iguaçu, chamada de Rua Doutor Barros Júnior. Possui 1,7 km de extensão, ligando o Centro à Via Dutra, e dando acesso à chamada Via Nordeste do município (acesso a Miguel Couto e Vila de Cava.
Pode ser dividida em quatro trechos distintos:
- Trecho 1 -- Vai do início da via, na esquina com a Av. Gov. Amaral Peixoto ao cruzamento com a Rua Teresinha Pinto: Trecho em mão única, sentido Dutra-Centro, transportando todo o fluxo proveniente da Via Dutra e da Região Nordeste. Tráfego pesado, lento e muitas vezes com congestionamentos.

- Trecho 2 -- Vai do cruzamento com a Rua Teresinha Pinto até o entroncamento com a Rua Paraguai: trecho em mão dupla, com tráfego intenso, e acesso ao bairro Moquetá.

- Trecho 3 -- Entre o entroncamento com a Rua Paraguai ao Trevo Lauro Müller: Trecho em mão única, sentido Dutra-Centro, sem o sentido Centro-Dutra, desviado pelas Ruas Paraguai e Venezuela.

- Trecho 4 -- Do Trevo Lauro Müller ao Trevo Barros Júnior: Constitui-se do Viaduto do Caioaba, oficialmente Variante Barros Júnior. Trecho em mão dupla, serve de retorno na altura do km 178 da Via Dutra.